# Hongkong i olympiska sommarspelen 2012
Hongkong deltog i de olympiska sommarspelen 2012 som ägde rum i London i Storbritannien mellan den 27 juli och den 12 augusti 2012.

## Medaljörer
| Medalj | Namn        | Sport   | Gren            |
| ------ | ----------- | ------- | --------------- |
| Brons  | Lee Wai Sze | Cykling | Damernas keirin |

## Badminton
- Huvudartikel: Badminton vid olympiska sommarspelen 2012

| Spelare                    | Gren       | Gruppnivå                               | Gruppnivå                                     | Gruppnivå                               | Gruppnivå | Eliminering                      | Kvartsfinal                  | Semifinal         | Final / brons     | Final / brons    |
| Spelare                    | Gren       | Motståndare Poäng                       | Motståndare Poäng                             | Motståndare Poäng                       | Placering | Motståndare Poäng                | Motståndare Poäng            | Motståndare Poäng | Motståndare Poäng | Placering        |
| -------------------------- | ---------- | --------------------------------------- | --------------------------------------------- | --------------------------------------- | --------- | -------------------------------- | ---------------------------- | ----------------- | ----------------- | ---------------- |
| Wong Wing Ki               | Herrsingel | Ekiring (UGA) W (21–10, 21–8)           | Leverdez (FRA) W (21–11, 21–16)               | i.u.                                    | 1 Q       | Chen L (CHN) L (17–21, 17–21)    | Gick inte vidare             | Gick inte vidare  | Gick inte vidare  | Gick inte vidare |
| Yip Pui Yin                | Damsingel  | Kværnø (NOR) W (21–8, 21–7)             | Sung J-H (KOR) W (21–18, 23–21)               | i.u.                                    | 1 Q       | Pi (FRA) W (13–21, 21–12, 21–16) | Li Xr (CHN) L (12–21, 20–22) | Gick inte vidare  | Gick inte vidare  | Gick inte vidare |
| Poon Lok Yan Tse Ying Suet | Damdubbel  | Tian Q / Zhao Yl (CHN) L (11–21, 12–21) | Juhl / Pedersen (DEN) L (13–21, 21–14, 18–21) | Maeda / Suetsuna (JPN) L (15–21, 19–21) | 4         | i.u.                             | Gick inte vidare             | Gick inte vidare  | Gick inte vidare  | Gick inte vidare |

## Bordtennis
- Huvudartikel: Bordtennis vid olympiska sommarspelen 2012

Herrar
| Spelare                              | Gren   | Inledande omgång     | Runda 1              | Runda 2                | Runda 3               | Runda 4               | Kvartsfinal           | Semifinal            | Final                | Final            |                  |
| Spelare                              | Gren   | Motståndare Resultat | Motståndare Resultat | Motståndare Resultat   | Motståndare Resultat  | Motståndare Resultat  | Motståndare Resultat  | Motståndare Resultat | Motståndare Resultat | Placering        |                  |
| ------------------------------------ | ------ | -------------------- | -------------------- | ---------------------- | --------------------- | --------------------- | --------------------- | -------------------- | -------------------- | ---------------- | ---------------- |
| Jiang Tianyi                         | Singel | BYE                  | BYE                  | BYE                    | Smirnov (RUS) W (4–1) | Kim H-B (PRK) W (4–3) | Zhang J (CHN) L (1–4) | Gick inte vidare     | Gick inte vidare     | Gick inte vidare | Gick inte vidare |
| Tang Peng                            | Singel | BYE                  | BYE                  | Alamiyan (IRI) L (3–4) | Gick inte vidare      | Gick inte vidare      | Gick inte vidare      | Gick inte vidare     | Gick inte vidare     | Gick inte vidare | Gick inte vidare |
| Jiang Tianyi Leung Chu Yan Tang Peng | Lag    | i.u.                 | i.u.                 | i.u.                   | i.u.                  | Brasilien W (3–0)     | Japan W (3–2)         | Sydkorea L (3–0)     | Tyskland L (3–1)     | 4                |                  |

Damer
| Spelare                             | Gren   | Inledande omgång     | Runda 1              | Runda 2              | Runda 3              | Runda 4              | Kvartsfinal          | Semifinal            | Final                | Final            |
| Spelare                             | Gren   | Motståndare Resultat | Motståndare Resultat | Motståndare Resultat | Motståndare Resultat | Motståndare Resultat | Motståndare Resultat | Motståndare Resultat | Motståndare Resultat | Placering        |
| ----------------------------------- | ------ | -------------------- | -------------------- | -------------------- | -------------------- | -------------------- | -------------------- | -------------------- | -------------------- | ---------------- |
| Jiang Huajun                        | Singel | BYE                  | BYE                  | BYE                  | Kim J (PRK) W (4–2)  | Ding N (CHN) L (1–4) | Gick inte vidare     | Gick inte vidare     | Gick inte vidare     | Gick inte vidare |
| Tie Ya Na                           | Singel | BYE                  | BYE                  | BYE                  | Samara (ROU) L (2–4) | Gick inte vidare     | Gick inte vidare     | Gick inte vidare     | Gick inte vidare     | Gick inte vidare |
| Jiang Huajun Lee Ho Ching Tie Ya Na | Lag    | i.u.                 | i.u.                 | i.u.                 | i.u.                 | Österrike W (3–1)    | Sydkorea L (3–0)     | Gick inte vidare     | Gick inte vidare     | Gick inte vidare |

## Bågskytte
- Huvudartikel: Bågskytte vid olympiska sommarspelen 2012

| Bågskytt    | Gren                   | Ranking-runda | Ranking-runda | 32-delsfinal             | Sextondelsfinal   | Åttondelsfinal    | Kvartsfinal       | Semifinal         | Final             | Final            |
| Bågskytt    | Gren                   | Poäng         | Seedning      | Motståndare Poäng        | Motståndare Poäng | Motståndare Poäng | Motståndare Poäng | Motståndare Poäng | Motståndare Poäng | Placering        |
| ----------- | ---------------------- | ------------- | ------------- | ------------------------ | ----------------- | ----------------- | ----------------- | ----------------- | ----------------- | ---------------- |
| Lee Kar Wai | Herrarnas individuella | 637           | 60            | Furukawa (JPN) (5) L 4–6 | Gick inte vidare  | Gick inte vidare  | Gick inte vidare  | Gick inte vidare  | Gick inte vidare  | Gick inte vidare |

## Cykling
- Huvudartikel: Cykling vid olympiska sommarspelen 2012

### Landsväg
| Cyklist            | Gren                | Tid     | Placering |
| ------------------ | ------------------- | ------- | --------- |
| Wong Kam Po        | Herrarnas linjelopp | 5:46:37 | 37        |
| Wan Yiu Jamie Wong | Damernas linjelopp  | OTL     | OTL       |

### Bana
Sprint
| Cyklist     | Gren            | Kvalomgång           | Kvalomgång | Omgång 1                         | Omgång 2                         | Återkval 2                       | Kvartsfinal                      | Semifinal                        | Final                                                     | Final     |
| Cyklist     | Gren            | Tid Hastighet (km/h) | Placering  | Motståndare Tid Hastighet (km/h) | Motståndare Tid Hastighet (km/h) | Motståndare Tid Hastighet (km/h) | Motståndare Tid Hastighet (km/h) | Motståndare Tid Hastighet (km/h) | Motståndare Tid Hastighet (km/h)                          | Placering |
| ----------- | --------------- | -------------------- | ---------- | -------------------------------- | -------------------------------- | -------------------------------- | -------------------------------- | -------------------------------- | --------------------------------------------------------- | --------- |
| Lee Wai Sze | Damernas sprint | 11.203 64.268        | 7          | Monique (CAN) W 11.300 63.716    | Guerra (CUB) L                   | Shulika (UKR) Kanis (NED) L      | Gick inte vidare                 | Gick inte vidare                 | 9:e plats-final Kanis (NED) Sullivan (CAN) Hansen (NZL) L | 10        |

Keirin
| Cyklist     | Gren            | 1:a omgången | Återkval  | 2:a omgången | Final     |
| Cyklist     | Gren            | Placering    | Placering | Placering    | Placering |
| ----------- | --------------- | ------------ | --------- | ------------ | --------- |
| Lee Wai Sze | Damernas keirin | 4 R          | 1 Q       | 3 Q          | 3         |

Omnium
| Cyklist    | Gren             | Flygande varv | Flygande varv | Poänglopp | Poänglopp | Elimineringslopp | Ind. förföljelse | Ind. förföljelse | Scratch   | Tidskval | Tidskval  | Totalpoäng | Placering |
| Cyklist    | Gren             | Tid           | Placering     | Poäng     | Placering | Placering        | Tid              | Placering        | Placering | Tid      | Placering | Totalpoäng | Placering |
| ---------- | ---------------- | ------------- | ------------- | --------- | --------- | ---------------- | ---------------- | ---------------- | --------- | -------- | --------- | ---------- | --------- |
| Choi Ki Ho | Herrarnas omnium | 13.659        | 15            | 3         | 14        | 11               | 4:38.707         | 17               | 17        | 1:06.071 | 15        | 89         | 16        |

### Mountainbike

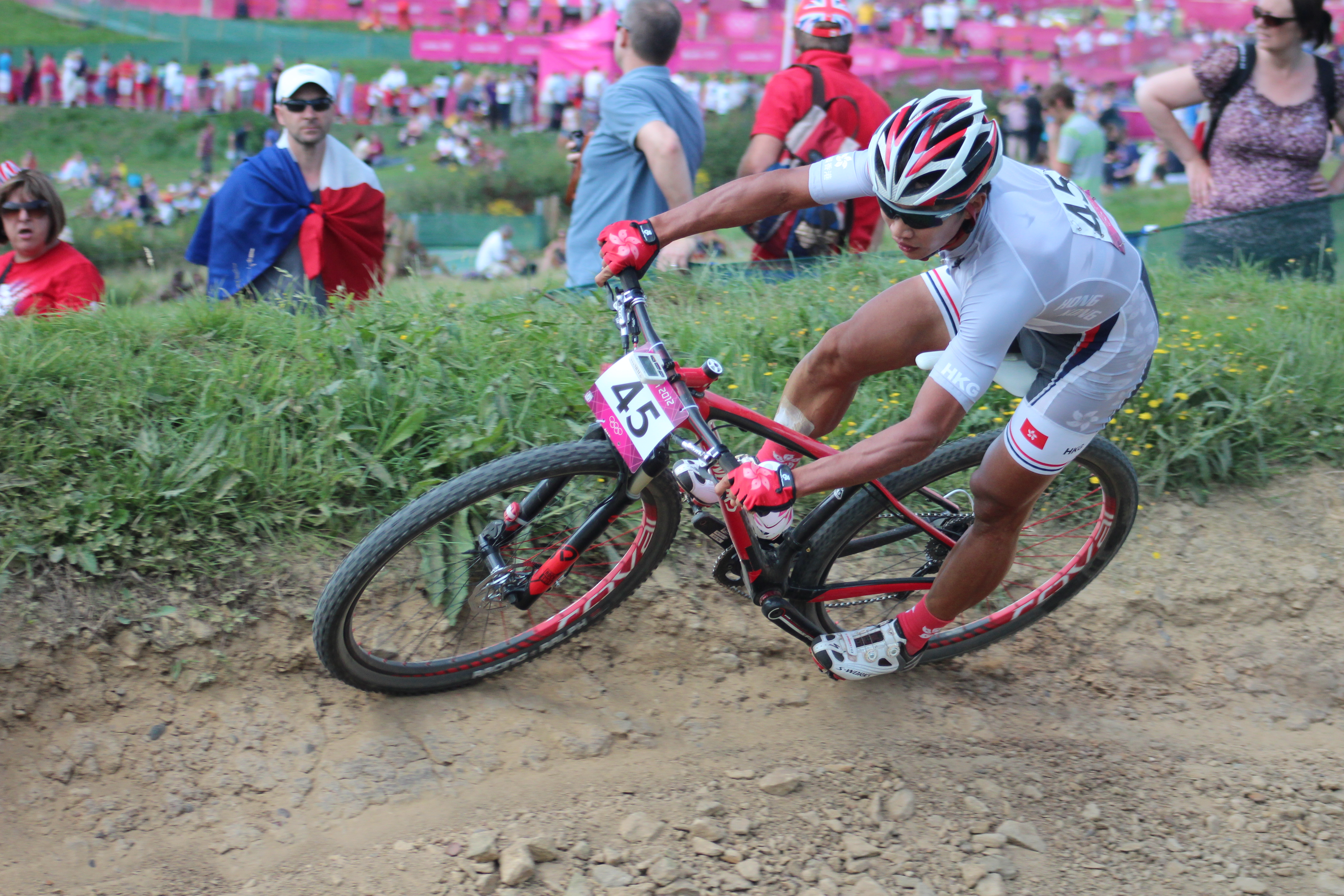
Chan Chun Hing i herrarnas terränglopp

| Cyklist        | Gren                  | Tid     | Placering |
| -------------- | --------------------- | ------- | --------- |
| Chan Chun Hing | Herrarnas terränglopp | 1:41:59 | 38        |

## Friidrott
- Huvudartikel: Friidrott vid olympiska sommarspelen 2012

Förkortningar
- Notera – Placeringar gäller endast den tävlandes eget heat
- Q = Kvalificerade sig till nästa omgång via placering
- q = Kvalificerade sig på tid eller, i fältgrenarna, på placering utan att ha nått kvalgränsen
- NR = Nationellt rekord
- N/A = Omgången inte möjlig i grenen
- Bye = Idrottaren behövde inte delta i omgången

Herrar
Bana och väg
| Idrottare                                                   | Gren      | Heat     | Heat      | Final            | Final            |
| Idrottare                                                   | Gren      | Resultat | Placering | Resultat         | Placering        |
| ----------------------------------------------------------- | --------- | -------- | --------- | ---------------- | ---------------- |
| Ho Man Lok Lai Chun Ho Ng Ka Fung Tang Yik Chun Tsui Chi Ho | 4 x 100 m | 38.61    | 8         | Gick inte vidare | Gick inte vidare |

Damer
Bana och väg
| Idrottare    | Gren  | Heat     | Heat      | Kvartsfinal | Kvartsfinal | Semifinal        | Semifinal        | Final            | Final            |
| Idrottare    | Gren  | Resultat | Placering | Resultat    | Placering   | Resultat         | Placering        | Resultat         | Placering        |
| ------------ | ----- | -------- | --------- | ----------- | ----------- | ---------------- | ---------------- | ---------------- | ---------------- |
| Fong Yee Pui | 100 m | 12.02    | 2 Q       | 11.98       | 8           | Gick inte vidare | Gick inte vidare | Gick inte vidare | Gick inte vidare |

## Fäktning
- Huvudartikel: Fäktning vid olympiska sommarspelen 2012

Herrar
| Idrottare            | Gren                  | Omgång 1               | Omgång 2            | Omgång 3          | Kvartsfinal       | Semifinal         | Final / BM        | Final / BM       |
| Idrottare            | Gren                  | Motståndare Poäng      | Motståndare Poäng   | Motståndare Poäng | Motståndare Poäng | Motståndare Poäng | Motståndare Poäng | Placering        |
| -------------------- | --------------------- | ---------------------- | ------------------- | ----------------- | ----------------- | ----------------- | ----------------- | ---------------- |
| Leung Ka Ming        | Värja, individuellt   | i.u.                   | Pizzo (ITA) L 14–15 | Gick inte vidare  | Gick inte vidare  | Gick inte vidare  | Gick inte vidare  | Gick inte vidare |
| Nicholas Edward Choi | Florett, individuellt | Dărăban (ROU) L 8–15   | Gick inte vidare    | Gick inte vidare  | Gick inte vidare  | Gick inte vidare  | Gick inte vidare  | Gick inte vidare |
| Lam Hin Chung        | Sabel, individuellt   | Skrodzki (POL) L 10–15 | Gick inte vidare    | Gick inte vidare  | Gick inte vidare  | Gick inte vidare  | Gick inte vidare  | Gick inte vidare |

Damer
| Idrottare       | Gren                  | Omgång 1                   | Omgång 2             | Omgång 3          | Kvartsfinal       | Semifinal         | Final / BM        | Final / BM       |
| Idrottare       | Gren                  | Motståndare Poäng          | Motståndare Poäng    | Motståndare Poäng | Motståndare Poäng | Motståndare Poäng | Motståndare Poäng | Placering        |
| --------------- | --------------------- | -------------------------- | -------------------- | ----------------- | ----------------- | ----------------- | ----------------- | ---------------- |
| Yeung Chui Ling | Värja, individuellt   | Pantelyeyeva (UKR) L 10–15 | Gick inte vidare     | Gick inte vidare  | Gick inte vidare  | Gick inte vidare  | Gick inte vidare  | Gick inte vidare |
| Lin Po Heung    | Florett, individuellt | Nishioka (JPN) L 10–13     | Gick inte vidare     | Gick inte vidare  | Gick inte vidare  | Gick inte vidare  | Gick inte vidare  | Gick inte vidare |
| Au Sin Ying     | Sabel, individuellt   | i.u.                       | Besbes (TUN) L 13–15 | Gick inte vidare  | Gick inte vidare  | Gick inte vidare  | Gick inte vidare  | Gick inte vidare |

## Gymnastik
- Huvudartikel: Gymnastik vid olympiska sommarspelen 2012

### Artistisk
Herrar
| Idrottare     | Gren       | Kval    | Kval    | Kval    | Kval    | Kval    | Kval    | Kval   | Kval      | Final            | Final            | Final            | Final            | Final            | Final            | Final            | Final            |
| Idrottare     | Gren       | Redskap | Redskap | Redskap | Redskap | Redskap | Redskap | Totalt | Placering | Redskap          | Redskap          | Redskap          | Redskap          | Redskap          | Redskap          | Totalt           | Placering        |
| Idrottare     | Gren       | F       | PH      | R       | V       | PB      | HB      | Totalt | Placering | F                | PH               | R                | V                | PB               | HB               | Totalt           | Placering        |
| ------------- | ---------- | ------- | ------- | ------- | ------- | ------- | ------- | ------ | --------- | ---------------- | ---------------- | ---------------- | ---------------- | ---------------- | ---------------- | ---------------- | ---------------- |
| Shek Wai Hung | Fristående | 13.408  | i.u.    | i.u.    | i.u.    | i.u.    | i.u.    | 13.408 | 63        | Gick inte vidare | Gick inte vidare | Gick inte vidare | Gick inte vidare | Gick inte vidare | Gick inte vidare | Gick inte vidare | Gick inte vidare |
| Shek Wai Hung | Bygelhäst  | i.u.    | 10.833  | i.u.    | i.u.    | i.u.    | i.u.    | 10.833 | 68        | Gick inte vidare | Gick inte vidare | Gick inte vidare | Gick inte vidare | Gick inte vidare | Gick inte vidare | Gick inte vidare | Gick inte vidare |
| Shek Wai Hung | Hopp       | i.u.    | i.u.    | i.u.    | 15.466  | i.u.    | i.u.    | 15.466 | 14        | Gick inte vidare | Gick inte vidare | Gick inte vidare | Gick inte vidare | Gick inte vidare | Gick inte vidare | Gick inte vidare | Gick inte vidare |
| Shek Wai Hung | Räck       | i.u.    | i.u.    | i.u.    | i.u.    | i.u.    | 13.533  | 13.533 | 55        | Gick inte vidare | Gick inte vidare | Gick inte vidare | Gick inte vidare | Gick inte vidare | Gick inte vidare | Gick inte vidare | Gick inte vidare |

Damer
| Idrottare           | Gren     | Kval    | Kval    | Kval    | Kval    | Kval   | Kval      | Final            | Final            | Final            | Final            | Final            | Final            |
| Idrottare           | Gren     | Redskap | Redskap | Redskap | Redskap | Totalt | Placering | Redskap          | Redskap          | Redskap          | Redskap          | Totalt           | Placering        |
| Idrottare           | Gren     | F       | V       | UB      | BB      | Totalt | Placering | F                | V                | UB               | BB               | Totalt           | Placering        |
| ------------------- | -------- | ------- | ------- | ------- | ------- | ------ | --------- | ---------------- | ---------------- | ---------------- | ---------------- | ---------------- | ---------------- |
| Wong Hiu Ying Angel | Mångkamp | 12.800  | 13.533  | 11.866  | 11.466  | 49.765 | 52        | Gick inte vidare | Gick inte vidare | Gick inte vidare | Gick inte vidare | Gick inte vidare | Gick inte vidare |

## Judo
Herrar
| Idrottare      | Gren              | 32-delsfinal         | Sextondelsfinal             | Åttondelsfinal       | Kvartsfinal          | Semifinal            | Återkval             | Bronsmatch           | Final                | Final            |
| Idrottare      | Gren              | Motståndare Resultat | Motståndare Resultat        | Motståndare Resultat | Motståndare Resultat | Motståndare Resultat | Motståndare Resultat | Motståndare Resultat | Motståndare Resultat | Placering        |
| -------------- | ----------------- | -------------------- | --------------------------- | -------------------- | -------------------- | -------------------- | -------------------- | -------------------- | -------------------- | ---------------- |
| Cheung Chi Yip | Lättvikt (-73 kg) | Bye                  | Delpopolo (USA) L 0000–0020 | Gick inte vidare     | Gick inte vidare     | Gick inte vidare     | Gick inte vidare     | Gick inte vidare     | Gick inte vidare     | Gick inte vidare |

## Rodd
Herrar
| Idrottare                    | Gren                    | Heat    | Heat      | Återkval | Återkval  | Kvartsfinal | Kvartsfinal | Semifinal | Semifinal | Final   | Final     | Final |
| Idrottare                    | Gren                    | Tid     | Placering | Tid      | Placering | Tid         | Placering   | Tid       | Placering | Tid     | Placering |       |
| ---------------------------- | ----------------------- | ------- | --------- | -------- | --------- | ----------- | ----------- | --------- | --------- | ------- | --------- | ----- |
| So Sau Wah                   | Singelsculler           | 7:15,91 | 6 R       | 7:13,35  | 3 SE/F    | BYE         | BYE         | 7:44,20   | 1 FE      | 7:29,35 | 25        |       |
| Leung Chun Shek Lok Kwan Hoi | Lättvikts-dubbelsculler | 6:59,52 | 5 R       | 6:47,04  | 4 SC/D    | i.u.        | i.u.        | 7:13,67   | 3 FC      | 7:00,01 | 18        |       |

## Segling
Herrar
| Seglare            | Gren | Lopp | Lopp | Lopp | Lopp | Lopp | Lopp | Lopp | Lopp | Lopp | Lopp | Lopp | Summerad poäng | Finalplacering |
| Seglare            | Gren | 1    | 2    | 3    | 4    | 5    | 6    | 7    | 8    | 9    | 10   | M*   | Summerad poäng | Finalplacering |
| ------------------ | ---- | ---- | ---- | ---- | ---- | ---- | ---- | ---- | ---- | ---- | ---- | ---- | -------------- | -------------- |
| Ho Tsun Andy Leung | RS:X | 11   | 18   | 28   | 12   | 15   | 10   | 13   | 9    | 16   | 21   | EL   | 125            | 13             |

M = Medaljlopp; EL = Eliminerad – gick inte vidare till medaljloppet;
Damer
| Seglare             | Gren | Lopp | Lopp | Lopp | Lopp | Lopp | Lopp | Lopp | Lopp | Lopp | Lopp | Lopp | Summerad poäng | Finalplacering |
| Seglare             | Gren | 1    | 2    | 3    | 4    | 5    | 6    | 7    | 8    | 9    | 10   | M*   | Summerad poäng | Finalplacering |
| ------------------- | ---- | ---- | ---- | ---- | ---- | ---- | ---- | ---- | ---- | ---- | ---- | ---- | -------------- | -------------- |
| Hei Man Hayley Chan | RS:X | 10   | 8    | 9    | 13   | 12   | 15   | 11   | 11   | 8    | 14   | EL   | 96             | 12             |

M = Medaljlopp; EL = Eliminerad – gick inte vidare till medaljloppet;